# Parafia św. Brata Alberta w Wojnowicach
Parafia św. Brata Alberta w Wojnowicach – parafia rzymskokatolicka  z siedzibą w Wojnowicach, znajdująca się w archidiecezji poznańskiej, w dekanacie bukowskim.